# Chodes
Chodes település Spanyolországban,  Zaragoza tartományban. Chodes Ricla, La Almunia de Doña Godina, Morata de Jalón, Arándiga, El Frasno, Sabiñán és Morés községekkel határos. Lakosainak száma 102 fő (2024).

## Népesség
A település népessége az utóbbi években az alábbiak szerint változott:
| Lakosok száma | 117  | 138  | 152  | 154  | 147  | 135  | 112  | 104  | 96   | 102  |
|               | 2001 | 2004 | 2007 | 2009 | 2012 | 2014 | 2017 | 2019 | 2022 | 2024 |